# Mattstogg
Der Mattstogg (auch Mattstock) ist ein Bergmassiv im Kanton St. Gallen nördlich des Schweizer Luftkurortes Amden und des Walensees. Er hat eine Höhe von 1936,6 m ü. M. und bildet zusammen mit dem Speer eine Untergruppe der Appenzeller Alpen. 
Der Mattstock ist ein beliebter Berg zum Klettern, Wandern und Gleitschirmfliegen. Eine Sesselbahn führt vom Dorf Amden (910 m) nach Niederschlag am Fusse des Mattstocks auf 1292 m. Die Bergstation ist der Startpunkt für verschiedene Wanderungen, z. B. auf den Speer oder der Amdener Höhenweg nach Arvenbüel.
An seiner Südostflanke sind Lawinenverbauungen angebracht, die Amden vor Lawinenniedergängen schützen helfen.
Segelflugpiloten vom nahen Flugplatz Schänis schätzen den Mattstogg als Ausgangspunkt für Streckenflüge in die Alpen.